# 巴永维尔
巴永维尔（法語：Bayonville）是法国香槟-阿登大区阿登省的一个市镇，属于武济耶区比藏西县。该市镇2009年时的人口为99人。

## 人口
巴永维尔人口变化图示
| 数据来源：INSEE |